# Halina Rusińska-Giertych
Halina Rusińska-Giertych (ur. 13 marca 1965, zm. 10 grudnia 2022)  – polska bibliolog, doktor habilitowany nauk humanistycznych.

## Życiorys
W 1991 r. ukończyła studia bibliotekoznawstwa i informacji naukowej na Uniwersytecie Wrocławskim, w 2002 r.  obroniła pracę doktorską pt. Drukarnia Pillerów w polskiej kulturze literackiej Lwowa 1773-1800, której promotorem był prof. Józef Szczepaniec, w 2019 r. habilitowała się na podstawie pracy zatytułowanej Kultura książki polskiej we Lwowie w okresie oświecenia.
Pracowała na Uniwersytecie Wrocławskim, oraz należała do Rady Dyscypliny - Nauk o Komunikacji Społecznej i Mediach UWr. Pochowana została 19 grudnia 2022 na cmentarzu Osobowickim we Wrocławiu.